# Paraguayos, República o muerte
Paraguayos, República o muerte est l'hymne national du Paraguay. Il est créé en 1846 sur des paroles de l'Uruguayen Francisco Acuña de Figueroa, qui a écrit aussi les paroles de l'hymne de son pays. La musique est parfois attribuée au compositeur d'origine hongroise Francisco José Debali, mais l'adaptation qui en a été faite en 1934 est due au musicien paraguayen Remberto Giménez (es).

## Paroles
A los pueblos de América in fausto,

Tres centurias un cetro oprimió,

Más un día soberbia surgiendo,

¡Basta!, dijo y el cetro rompió.

Nuestros padres lidiando grandiosos,

Ilustraron su gloria marcial;

Y trozada la augusta diadema,

Enalzaron el gorro triunfal.

Paraguayos, ¡República o Muerte!

Nuestro brío nos dió libertad;

Ni opresores, ni siervos, alientan,

Donde reinan unión, e igualdad,

unión e igualdad, unión e igualdad.

Nueva Roma, la Patria ostentará

Dos caudillos de nombre y valer,

Que rivales, cual Rómulo y Remo,

dividieron gobierno y poder…

Largos años, cual Febo entre nubes

Viose oculta la perla del Sud,

Hoy un héroe grandioso aparece

Realzando su gloria y virtud…

Con aplauso la Europa y el Mundo

La saludan, y aclaman también

De heroísmo valuarte invencible

De riquezas magnífico Edén

Cuando entorno rugió la Discordia

Que otros Pueblos fatal devoró,

Paraguayos, el suelo sagrado

Con sus alas un ángel cubrió.

¡Oh!, cuán pura, de lauro ceñida,

Dulce Patria te ostentas así

En tu enseña se ven los colores

Del zafiro, diamante y rubí.

En tu escudo que el sol ilumina,

Bajo el gorro se mira el león.

Doble imágen de fuertes y libres,

y de glorias, recuerdo y blasón.

De la tumba del vil feudalismo

Se alza libre la Patria deidad;

Opresores, ¡doblad rodilla!

Compatriotas ¡el Himno entonad!

Suene el grito, ¡República o Muerte!

Nuestros pechos lo exalen con fe,

Y sus ecos repitan los montes

Cual gigantes poniéndose en pie.

Libertad y Justicia defiende

Nuestra Patria; Tiranos, ¡oíd!

De sus fueros la carta sagrada

Su heroísmo sustenta en la lid.

Contra el mundo, si el mundo se opone,

Si intentare su prenda insultar,

Batallando vengar la sabremos

O abrazo con ella expirar.

Alza, oh Pueblo, tu espada esplendente

Que fulmina destellos de Dios,

No hay más medio que libre o esclavo

Y un abismo divide a los dos

En las auras el Himno resuene,

Repitiendo con eco triunfal:

¡A los Libres perínclita gloria!

¡À la Patria laurel inmortal!

### Paroles enguarani
Tetãnguéra Amerikayguápe

Tetãma pytagua ojopy.

Sapy'ánte japáy ñapu'ãvo

¡Ha'evéma! ja'e ha opa

Ñande ru orairõ pu'akápe

Verapy marã_va oipyhy

Ha ojoka omondoho itasã

Poguypópe oiko ko tetã

Joyke'y paraguái ipõrãma

Anive máramo ñañes_

Mbarete ha tindy ndaijavéiri

Oihápe joja ha joayhu.

## Traduction française
Aux peuple d'Amérique en péril,

trois siècles sous un sceptre opprimés

Plus une superbe journée à venir,

"Assez!" dit-il, et le sceptre s'est brisé.

Nos pères font face à de grandes difficultés,

Ils ont illustré sa gloire martiale;

Et a coupé le diadème d’août,

Ils ont levé le chapeau de triomphe.

Paraguayens, La république ou la mort!

Notre verve nous a donné la liberté;

Ni les oppresseurs ni les serviteurs n’encouragent,

Là où règnent l’unité et l’égalité,

L'Union et égalité, union et égalité.